# Сін-ерібам
Сін-ерібам — цар Ларси. Імовірно, був братом свого попередника Сін-іддінама. За часів його правління могутність Ларси сильно послабла.